# Prunel·la vulgar
La prunel·la vulgar (Prunella vulgaris) és una planta medicinal i mengívola de la família de les lamiàcies, però no és aromàtica.

## Etimologia
- Prunella: aquest mot esdevé de l'entrecreuament del mot del llatí baix brunus (bru, morè) i el derivat en -ella del llatí pruna (brasa, sutge), s'ha volgut relacionar amb el mot alemany bräune (angines).[2]
- vulgaris: prové del llatí vulgus (gent comú, plebs),[3] en botànica referit a plantes que són comunes.[4]

## Noms vernacles
brunelda, brunel·la, brunella, brunella vulgar, flor del traïdor, herba de l'engrena, herba de la gangrena, herba de la prunella, herba de les ferides, herba del bàlsam, herba del fuster, herba del traïdor, prunella, prunella vulgar, salvacriatures, sege i setge.

## Hàbitat i distribució
Aquesta planta viu en prats humits de sòls principalment bàsics o lleugerament àcids, i també en cunetes, runars, pistes forestals, riberes, clarianes forestals o alzinars muntanyencs, rouredes i fagedes esclarissades. De la terra baixa a l'estatge subalpí. Es fa a tot Europa (incloent Islàndia), gran part d'Àsia i Amèrica del Nord. Als Països Catalans ocupa una gran superfície a Catalunya i en menor extensió es troba a l'interior del País Valencià i Balears (a totes les illes majors excepte Formentera). Arriba a créixer a 2.100 m d'altitud.

## Descripció
Hemicriptòfit amb un rizoma ramificat del qual van sorgint rosetes de fulles basals. Les tiges mesuren com a màxim uns 50 cm d'altura, són de secció quadrangular i pubescents en les dues cares oposades que són un poc solcades. Les fulles són oposades, de 4-5 x 2 cm, d'ovades a ròmbiques-ovades, senceres o crenades i cuneades. Tenen un color verd fosc a l'anvers i més clar en el revers. El pecíol pot arribar a ser tan llarg com el limbe. Les flors s'agrupen en verticil·lastres, generalment de 6 flors, formant gruixudes espigues de fins a 4 cm de llargària. Les flors estan protegides per dues bràctees diferents de les fulles, oposades, de 5-15 x 7-13 mm, de forma cordada i amb la vora ciliada i tenyida. El calze de les flors tenen és tubular un poc campanulat, un poc aplanat, mesura entre 8 i 9 mm i té cinc dents mucronades, tres superiors i dues inferiors. La corol·la és de color blavós a violeta fosc, té forma tubular de 13 a 15 mm que sobrepassa el calze, és dret, obcònica, amb un anell de pèls a l'interior. Té dos llavis, un inferior denticulat format per tres lòbuls, amb el superior sencer i còncau. Sota el llavi superior es disposen quatre estams, els filaments dels quals tenen un apèndix sota l'àpex. Els filaments es divideixen en dues branques, una amb una antera i una altra sense antera i amb forma espinosa. El pistil té un ovari dividit en quatre parts situades en un nectari i entre les quals sorgeix l'estil, que es divideix per formar l'estigma. Les flors són proteàndriques i autocompatibles. El fruit són quatre núcules oblongues. Floreix entre abril i octubre. El seu nombre cromosòmic és 2n= 28, 30, 32, 34.

## Biologia
La prunel·la vulgar pot generar arrels en qualsevol tija que estiga en contacte amb el sòl, així es poden formar esqueixos de manera natural. Encara i això, la manera més habitual de reproducció és la sexual mitjançant les llavors. El seu cicle de vida és d'uns 3-10 anys.
Aquesta herbàcia pot veure's afectada pels fongs: Leptotrochila brunellae, Puccinia brunellarum-moliniae i, en menor mesura, Rosenscheldia abundans. I pel que fa als insectes pot ser depredada per un coleòpter (Squamapion cineraceum), un pugó bastant específic d'aquesta espècie que habita a les seues flors (Aphis brunellae) i un lepidòpter propi (Trifurcula headleyella).

## Taxonomia

### Subespècies
Prunel·la vulgaris conté 3 subespècies actualment acceptades:
| Subespècie                                                         | Característiques                                                                              | Distribució                                                           | Imatge |
| ------------------------------------------------------------------ | --------------------------------------------------------------------------------------------- | --------------------------------------------------------------------- | ------ |
| Prunella vulgaris subsp. asiatica (Nakai) H.Hara                   | Corol·la molt exserta, tija ascendent de color rogenc i pilosa, sobretot a l'àpex.            | Xina Oriental, Corea i el Japó                                        |        |
| Prunella vulgaris subsp. hispida (Benth.) Hultén                   | Plantes visiblement híspides arreu, llavi superior amb pilositat híspida a la part posterior. | Províncies xineses de Sichuan, el Tibet, Yunnan i Nord-Est de l'Índia |        |
| Prunella vulgaris subsp. lanceolata (W.P.C.Barton) Piper & Beattie | Fulles lanceolades, més petites d'uns 1,5-4 cm per 0,6-1 cm                                   | Províncies xineses de Sichuan i Yunnan.                               |        |

### Híbrids

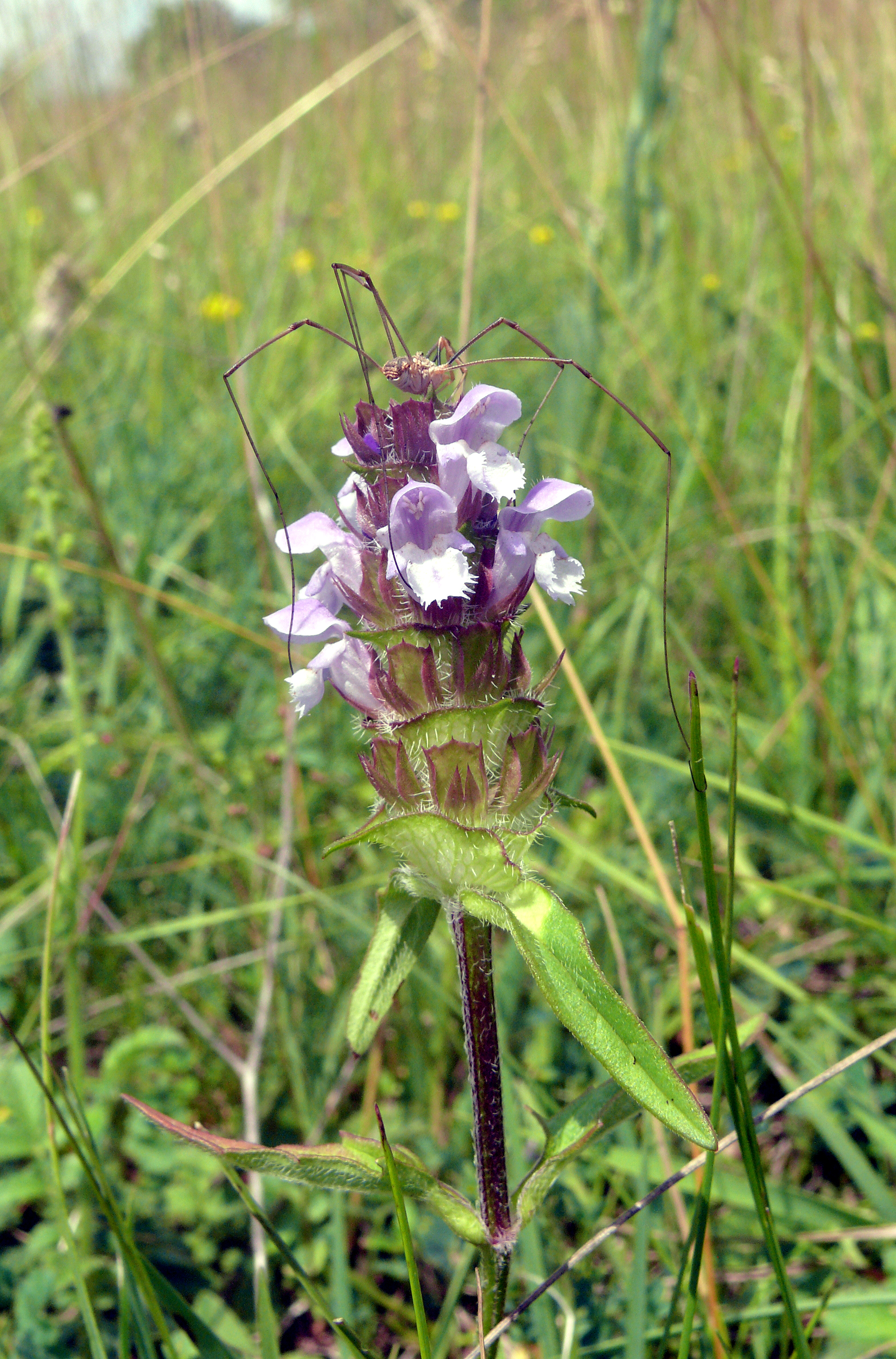
Inflorescència de Prunella x intermedia (Prunella laciniata x Prunella vulgaris)

Les espècies del gènere Prunella s'hibriden amb facilitat; Prunella vulgaris forma híbrids de manera natural amb Prunella grandiflora, Prunella laciniata i Prunella hyssopifolia.
- Prunella grandiflora x Prunella vulgaris (=Prunella x surrecta): Té trets intermedis de les seues espècies parentals, port d'uns 10-30 cm i corol·la de 1,5-2 cm, més xicotet que prunel·la grandiflora, però de major mida que a la prunel·la vulgar.[14] També presenta una menor pilositat que la prunel·la vulgar, les fulles són de limbe completament enter.[14] Presenta una distribució eurosiberiana. Creix en prats humits de l'estatge montà.[15] S'ha citat a Croàcia,[14] Alemanya, Àustria, França, Suïssa i Espanya[16] (Sistema Ibèric).[15]
- Prunella hyssopifolia x Prunella vulgaris (=Prunella x gentianifolia): Híbrid natural que apareix al Sistema Central (Aragó i Castella), en pradells més aviat humits, els individus fan de 10 a 30 cm d'alçada, són més robusts que l'espècie P. hyssopifolia. i floreixen de juny a agost[2][17][18]
- Prunella laciniata x Prunella vulgaris (=Prunella x intermedia): Fulles superiors pinnatipartides, com P. laciniata, de pilositat més abundant que prunel·la vulgar i corol·la més aviat de color blau - violat. Apareix en prats més o menys humits, sobre sòls de naturalesa calcària, allà on hi ha contacte d'ambdues espècies parentals, s'ha citat a Croàcia,[14] Gran Bretanya,[19] França[20] i a la península Ibèrica.[2]

## Usos

### Medicinals
Tradicionalment es considerava una panacea. Com a medicinal es considera antibacteriana, antivírica, antipirètica, antisèptica, antiinflamatòria, antiestamínica, antiespasmòdica, carminativa, diürètica, vermífuga, fotoprotector dèrmic i antioxidant. Aquestes propietats medicinals es basen en la presència de triterpens, flavonoides, àcid betulínic, càmfora, polisacàrids aniònics, àcid oleanòlic, àcid ursòlic i tanins.

### Agronòmics
S'ha emprat com a fixadora de sòls, ja que té un sistema radicular molt fibrós que crea motes compactes que eviten l'erosió per pluges. També és una bona candidata per formar part de les cobertures vegetals de cultius com el raïm, fruiters llenyosos i baies (móres i mirtils), per atraure molta fauna auxiliar, sobretot pol·linitzadors com Àpids (abelles), Halíctids (abelles), Escòlids (vespes), Bombílids (mosques), Licènids (papallones) i Hespèrids (arnes).

## Galeria

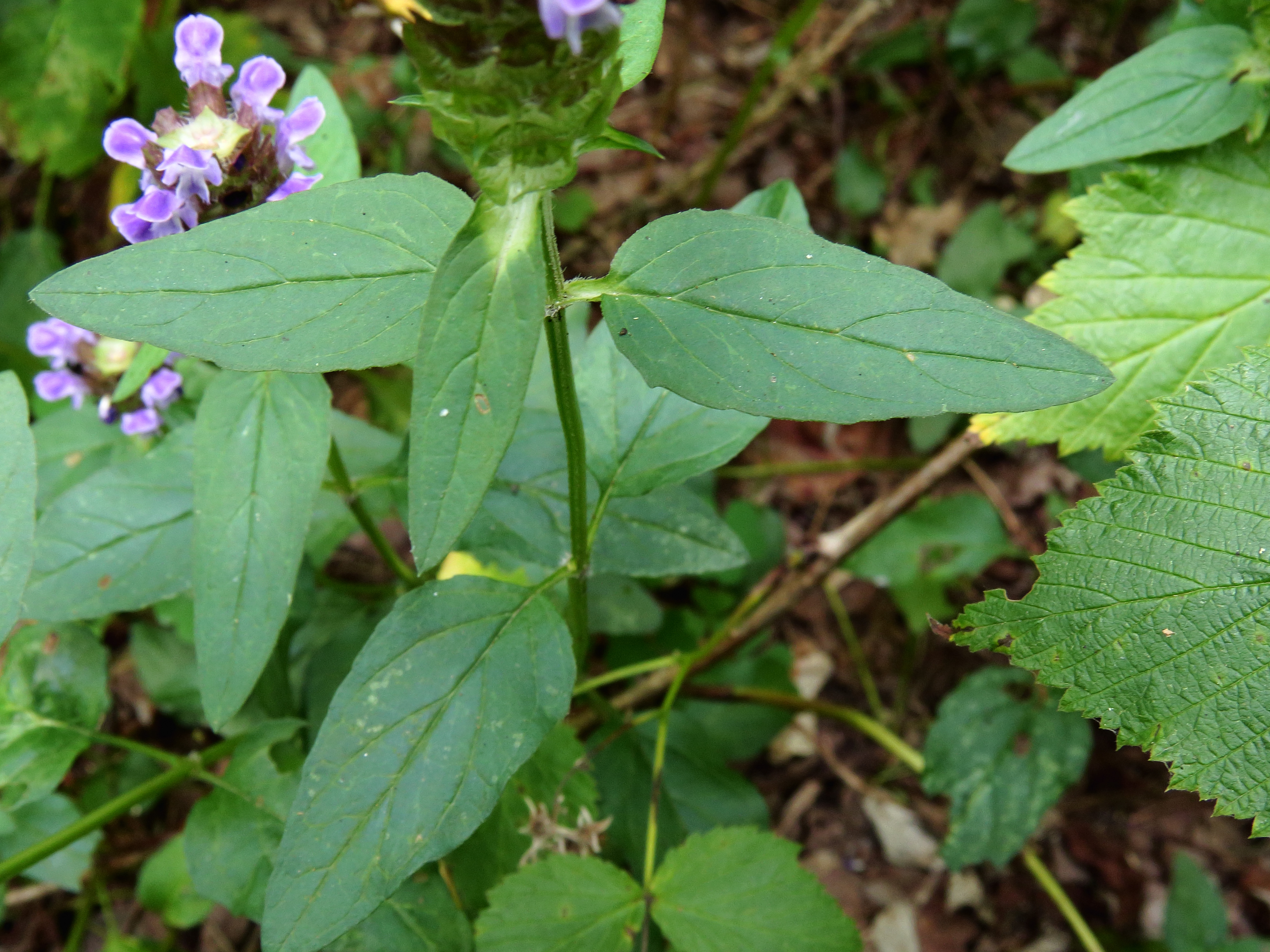
Fulles
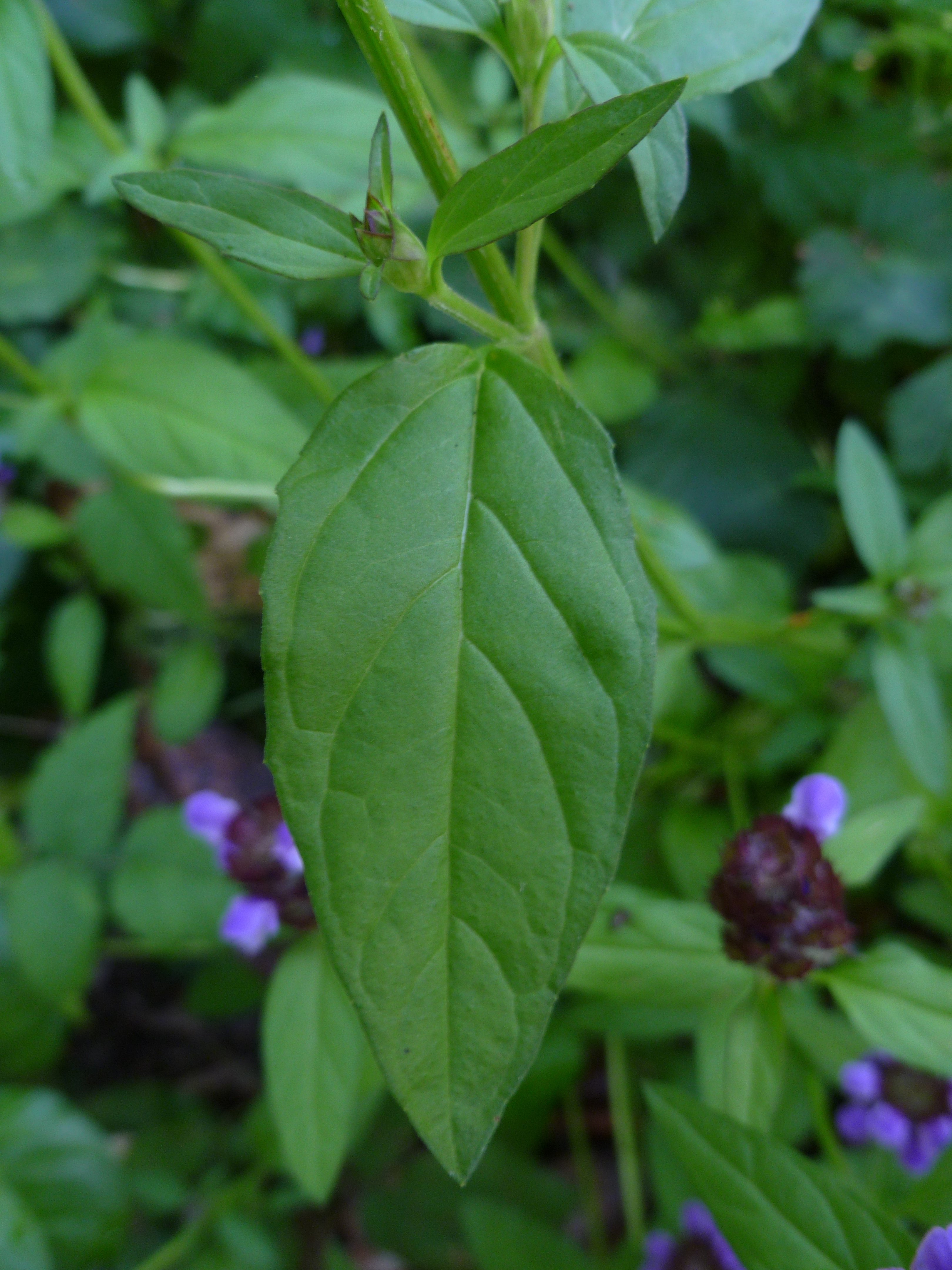
Fulla (detall)
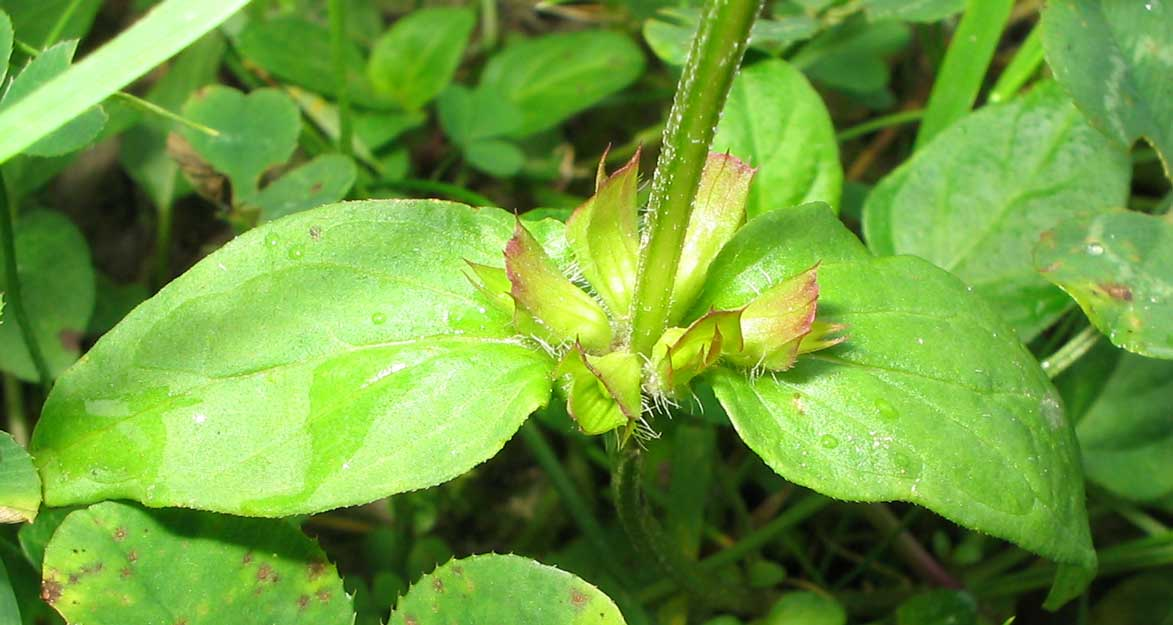
Verticil·lastre
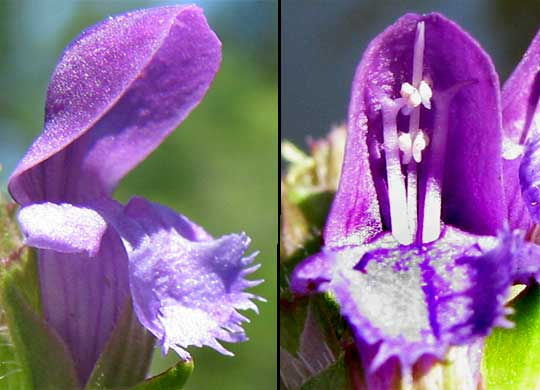
Flors (detall)
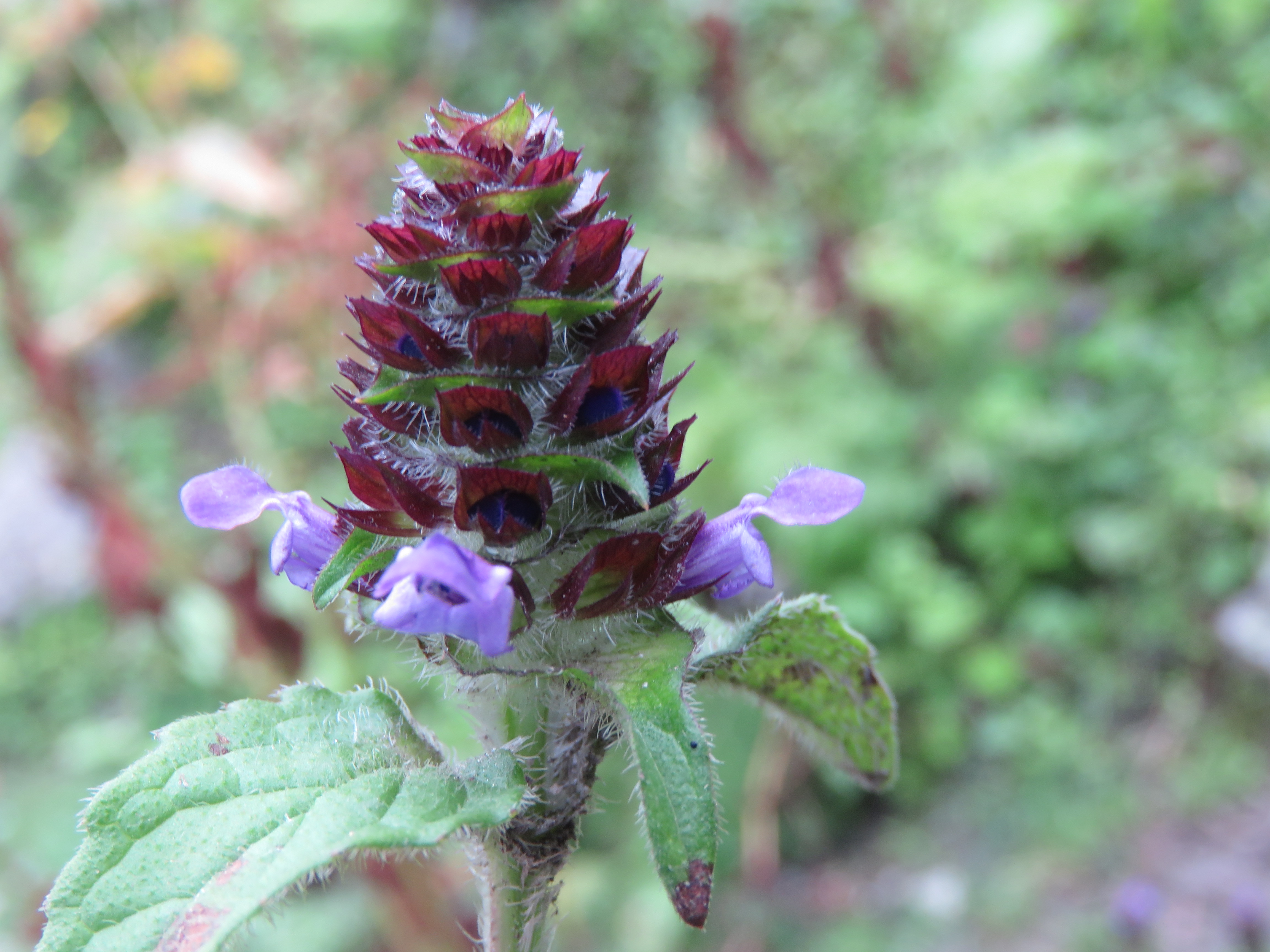
Espiguetes
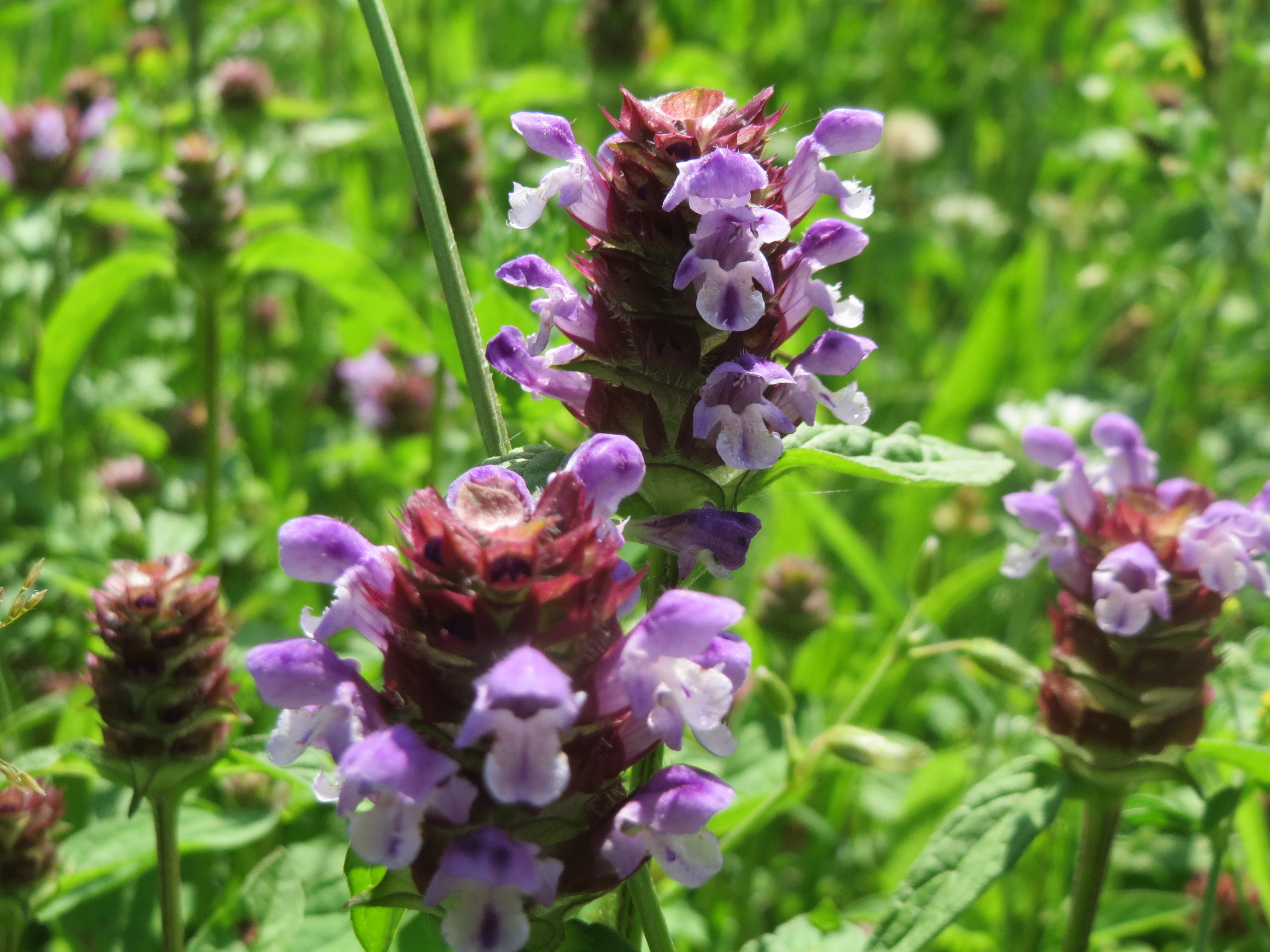
Aplec d'espiguetes
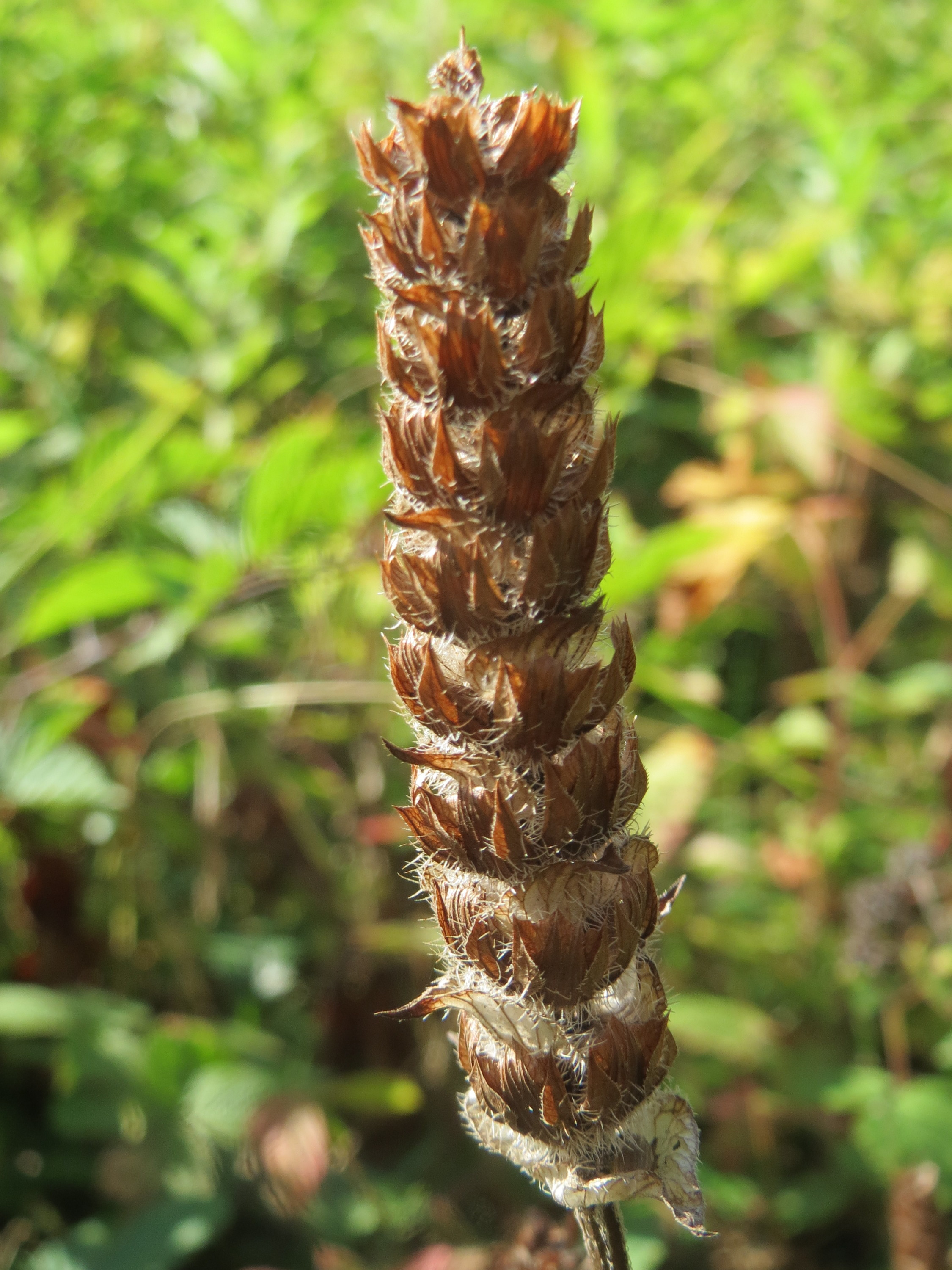
Espiga granada i seca
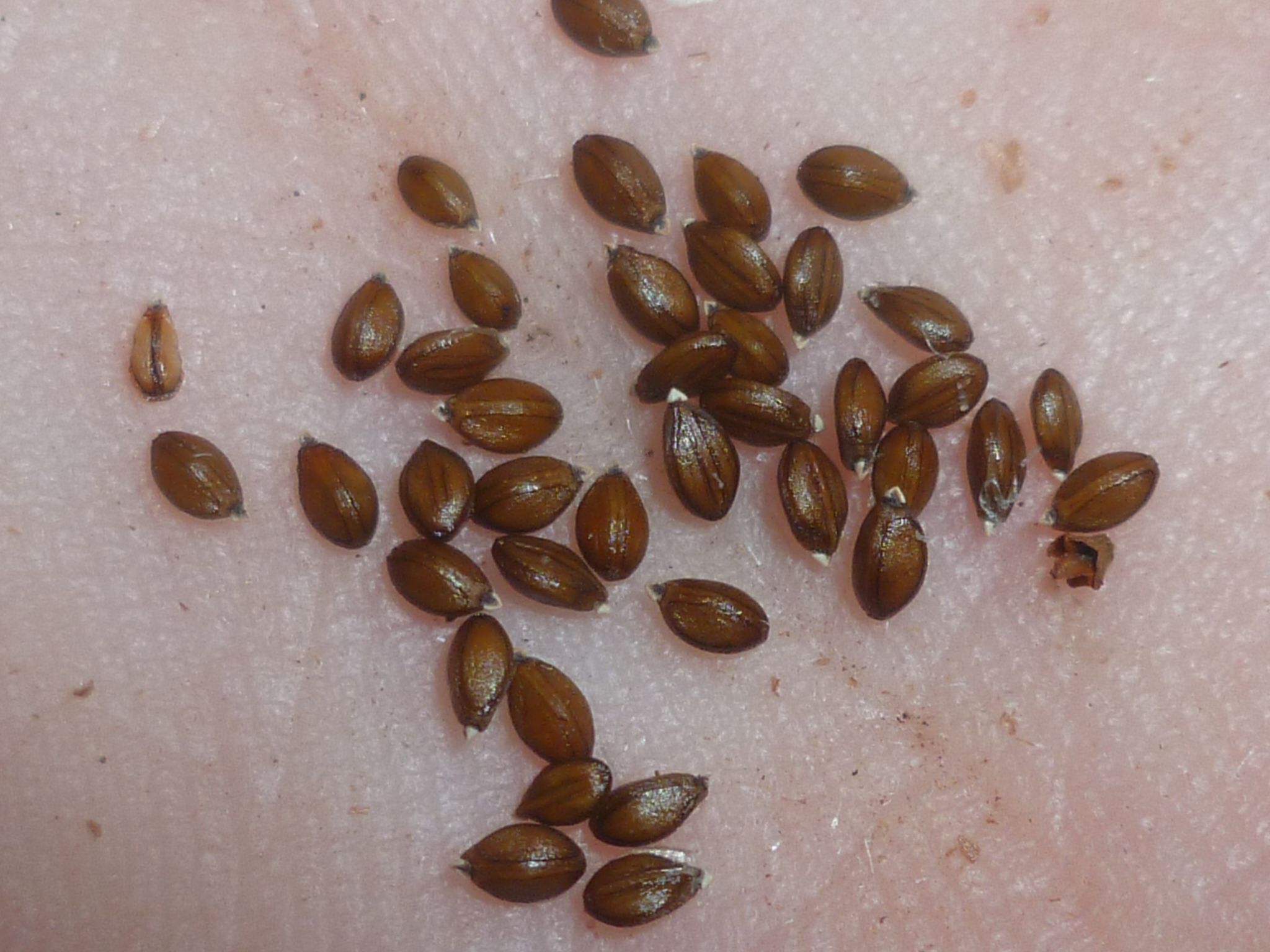
Llavors
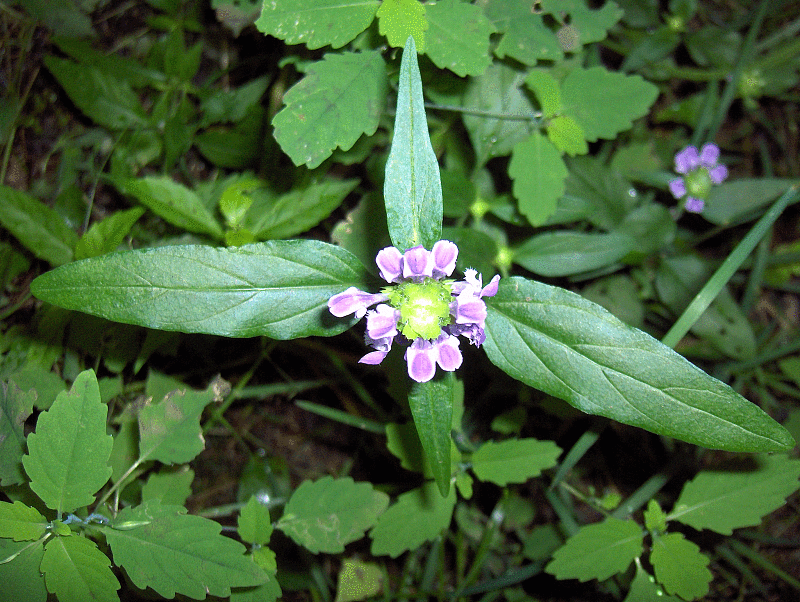
Individu (zenital)
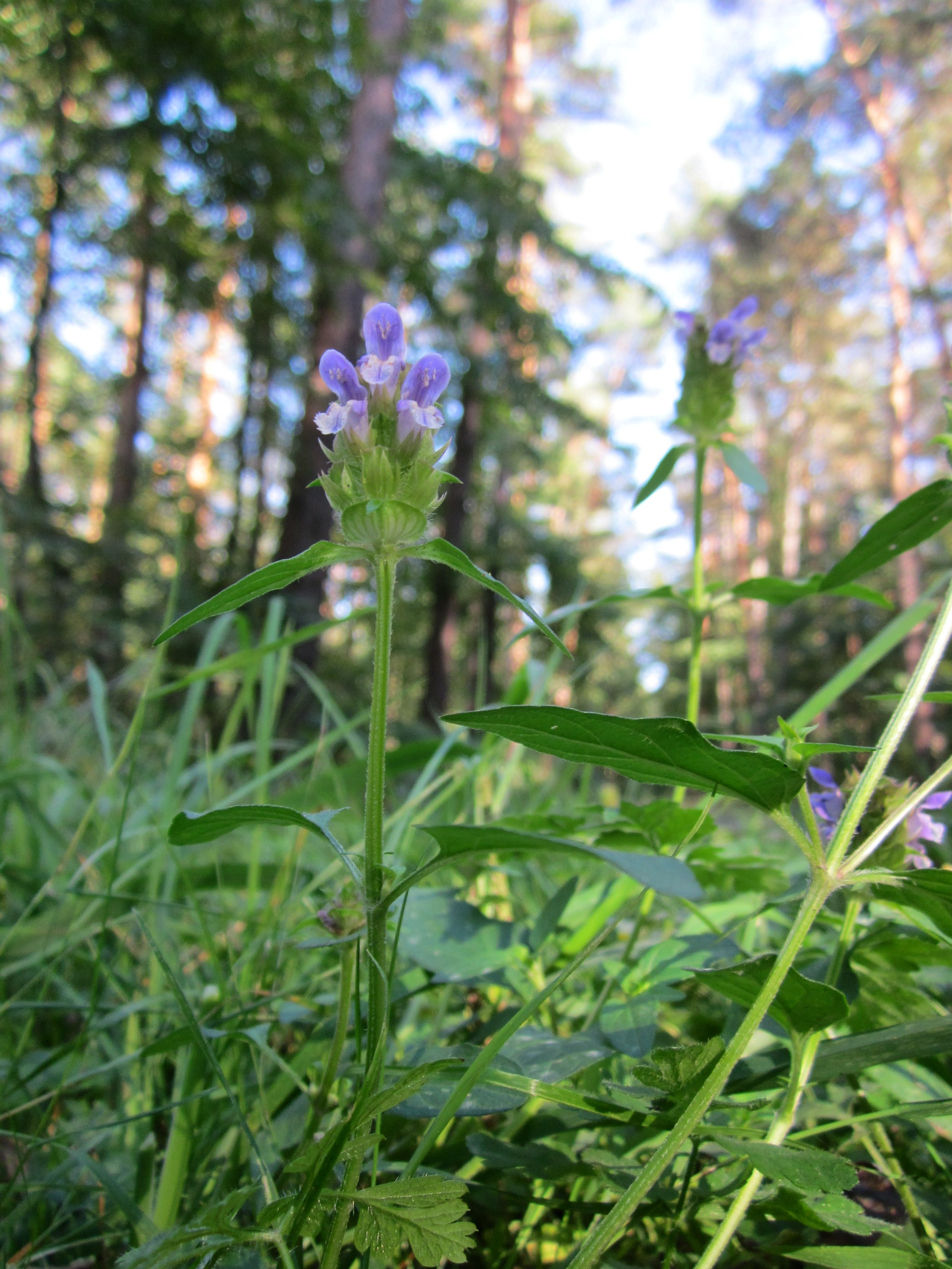
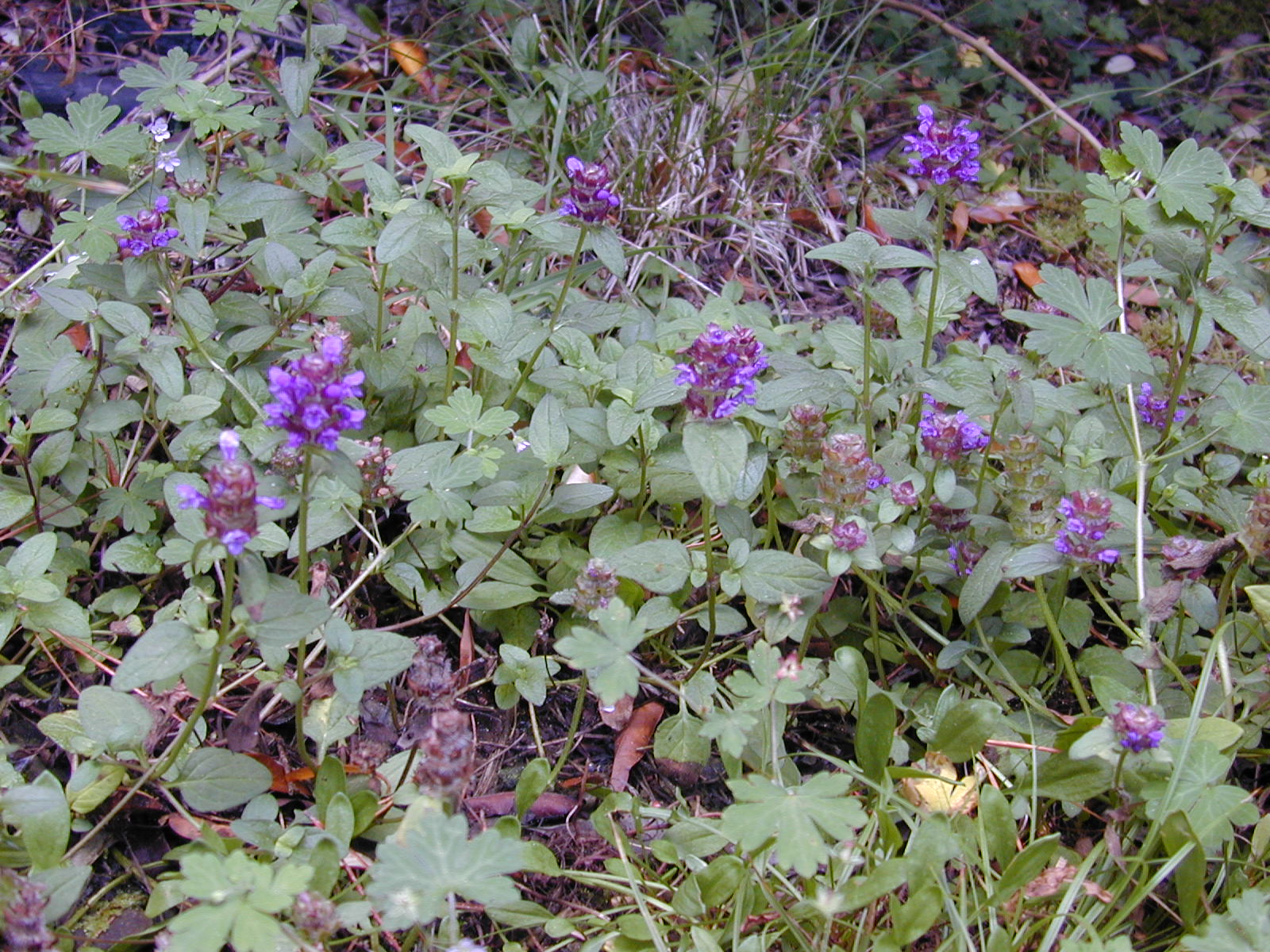
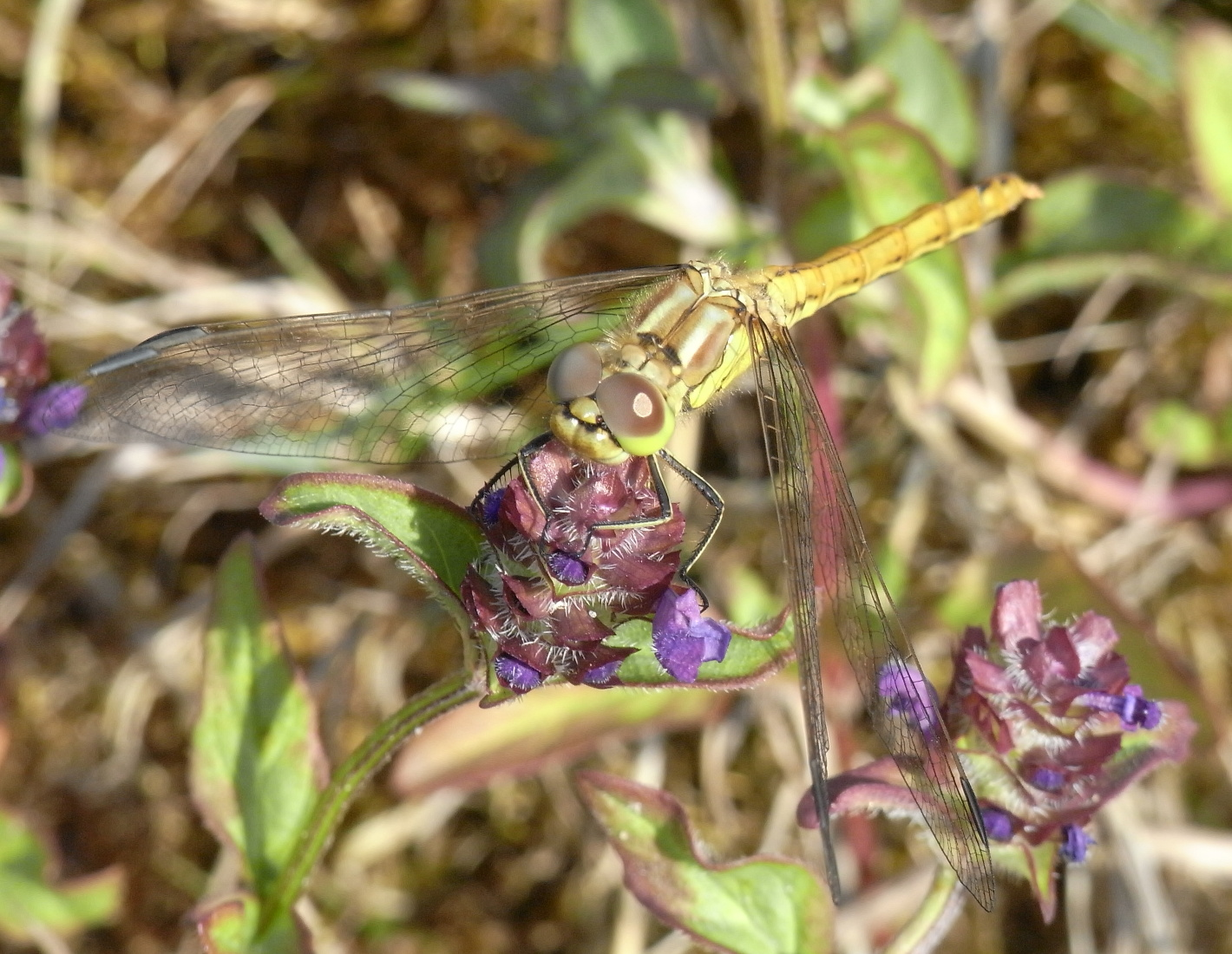
Pixaví muntanyenc sobre una prunella vulgar